# Candidatura d'Unitat Popular pel Socialisme
La Candidatura d'Unitat Popular pel Socialisme-CUPS fou una coalició electoral que es presentà a les eleccions generals espanyoles de 1977 com a agrupació d'electors, quan la majoria d'organitzacions a l'esquerra del PSUC o de l'independentisme revolucionari encara eren il·legals. Va ser impulsada pel Moviment Comunista de Catalunya i el Partit Carlí de Catalunya i rebé el suport del MUM, del PSAN i del PSAN-Provisional. El nom de la coalició incorporava la unitat popular, inspirats en el projecte polític de Salvador Allende. El seu cap de llista era el conegut activista cultural i polític Salvador Casanova i Grané i, juntament als candidats de l'MCC, s'hi presentaven un grapat d'independents lligats a l'independentisme.
Malgrat que reuní unes 8.000 persones en el míting final, el resultats electorals van ser més aviat minsos: 12.040 vots i cap escó. Encara que pel Senat, la CUPS va donar suport a Lluís Maria Xirinacs, que sortí elegit.